# Аппенцелль (округ)
Аппенцелль (нем. Appenzell) — округ кантона Аппенцелль-Иннерроден в Швейцарии. Округ состоит из части города Аппенцелль, а также населённых пунктов Ринкенбах (нем. Rinkenbach), Кау (нем. Kau) и Майстерсрюте (нем. Meistersrüte).
Площадь округа — 16,9 км². Население на 31 декабря 2019 года — 5778 человек.